# Linxi, Guangdong
Linxi är en köping i sydöstra Kina. Den ligger i stadsdistriktet Xiangqiao i staden Chaozhou i provinsen Guangdong, omkring 360 kilometer öster om provinshuvudstaden Guangzhou. Antalet invånare är 71 682. Befolkningen består av 35 862 kvinnor och 35 820 män. Barn under 15 år utgör 18,0 %, vuxna 15-64 år 71 %, och äldre över 65 år 10,0 %.